# Chó sục Norfolk
Chó sục Norfolk (tiếng Anh: Norfolk Terrier) là một giống chó sục của Anh. Trước khi được công nhận là một giống độc lập vào năm 1964, nó là một giống chó sục Norwich, do sự phân biệt của "tai vểnh" và "tai gập" của nó. Chó sục Norfolk và chó sục Norwich là hai giống chó săn nhỏ nhất

## Mô tả

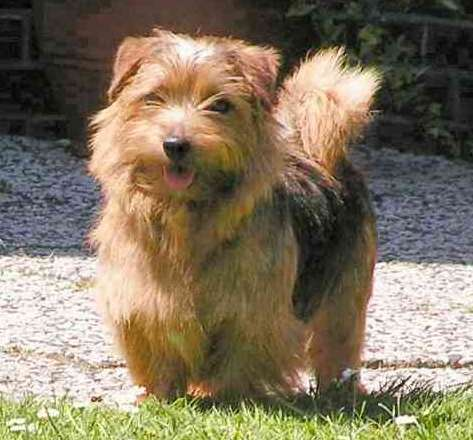
Chó sục Norfolk

### Ngoại hình
Chó sục Norfolk có bộ lông khá dày và thẳng, theo các tiêu chuẩn giống của các câu lạc bộ Kennel, màu sắc của bộ lông có thể là màu đỏ, màu lúa mì, màu đen và màu nâu
Chó sục Norfolk có ngoại hình nhỏ bé và khỏe khoắn như loài chó sục Norwich, đặc điểm khác biệt để nhận diện loài chó này chính là cặp tai của chúng có hình chữ V tương đối nhỏ rũ xuống và phủ đầy lông, chiếc đuôi của chúng khá ngắn và đôi khi bị cắt cụt.
Chó sục Norfolk có chiều cao là 23–25 cm ở các vai và cân nặng là 5 đến 5,4 kg.

### Tập tính

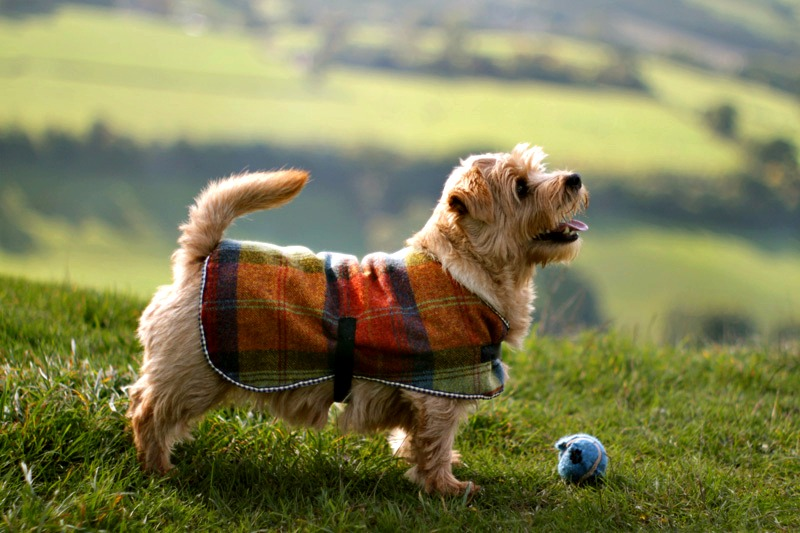
Chó sục Norkfolk tự tin với sự hiện diện và tầm quan trọng, giữ đầu và đuôi dựng lên.

Chó sục Norfolk có bản tính vui tươi, năng động và chăm chỉ, tính tình của chúng khác với loài chó sục Norwich là chúng rất tốt bụng và thân thiện, loài chó này yêu quý tất cả mọi người, kể cả trẻ nhỏ và những vật nuôi khác. Chó sục Norfolk cũng là một loài chó nhỏ rất thông minh, chúng luôn cảnh giác và biết bảo vệ gia đình.

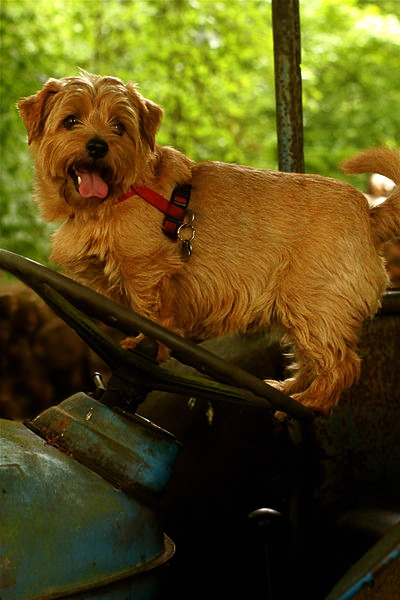
Chó sục Norfolk ban đầu được nuôi như những con chó chuồng

Chó sục Norfolk ban đầu được nuôi như những con chó chuồng. Một số tài liệu cho rằng chúng cũng thỉnh thoảng được sử dụng để săn lùng những con vật có kích thước bằng nhau từ đuôi của chúng. Ở một mức độ nào đó, chúng vẫn được nuôi ở lục địa châu Âu. Chó sục Norfolk rất hòa đồng với những con chó khác, chúng thay phiên nhau làm việc. Nó không hề sợ hãi, ngược lại rất dũng cảm. Tất nhiên,nó là những người bạn trong gia đình và phải có một bố trí dễ chịu để sống chung với mọi người.

## Sức khỏe

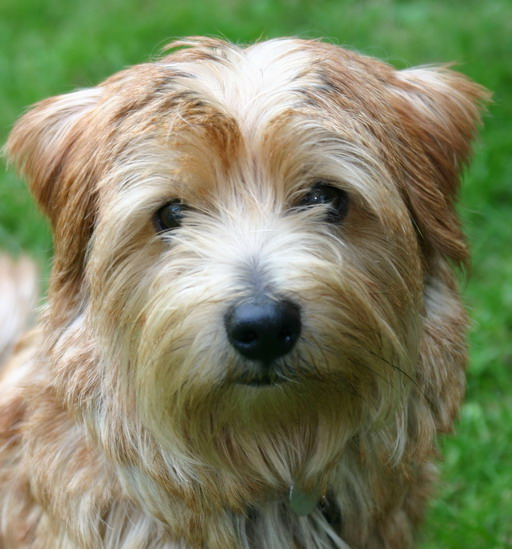
Chân dung chó sục Norfolk

Tuổi thọ của chó sục Norfolk là 8-14 năm, có khi lên tới 17 năm. Loài chó này có thể bị một số bệnh tật như chứng loạn sản xương hông, trật  khớp xương bánh chè và khá nhạy cảm với các vấn đề sức khỏe như dị ứng, các bệnh về mắt.
Các nhà lai tạo có trách nhiệm chỉ nuôi những con chó khỏe mạnh có tính khí tốt, dòng dõi phả hệ tốt và phản ánh tốt nhất tiêu chuẩn giống. Nhu cầu về chó sục Norfolk lớn hơn nhiều so với nguồn cung cấp. Môi trường mà chúng được nuôi dưỡng trực tiếp tác động đến tính khí của con chó suốt đời.

## Chăm sóc

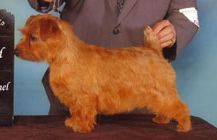
Chó sục Norfolk

Những giống này có một lớp lông kép: một lớp sơn phủ thô ráp, thô ráp và lớp lông mềm, ấm. Bộ lông của chúng cần chải mỗi tuần, lông không thấm nước nên tương đối dễ dàng để chăm sóc, chúng cũng cần được đánh răng hàng ngày và chỉ tắm khi cần thiết.
Giống chó Norfolk Terrier thích hợp với vùng khí hậu ấm áp và ôn hòa, bản tính năng động và chăm chỉ nên loài chó này cần hoạt động rất nhiều, nên dành nhiều  thời gian để vui chơi và cho chúng đi dạo bên ngoài hàng ngày.

## Lịch sử
Trong những năm, các vận động viên người Anh đã phát triển giống chó sục lao động của East Anglia ở miền đông nước Anh. Chó sục Norwich ra đời và sau đó là giống tai gập bây giờ được gọi là chó sục Norfolk, được cho là đã được phát triển bằng cách lai những con chó sục địa phương, Chó sục Ái Nhĩ Lan và những con chó nhỏ màu đỏ được sử dụng bởi những người Di-gan ở Norfolk (quận của thành phố Norwich).
Chúng được gọi lần đầu tiên là Cantab Terrier  Sau đó được gọi là Trumpington Terrier, được đặt tên theo đường Trumpington. Sau đó, ngay trước Chiến tranh thế giới thứ nhất, một tay đua ngựa người Ireland Frank Jonesđã bán số lượng những con chó săn chân ngắn đến Hoa Kỳ, vì vậy chúng được gọi là Jones Terriers.
Loài chó này được Hiệp hội chó giống Mỹ công nhận vào năm 1979.